# Tuning (motorfiets)
Tuning (spreek uit: tjoening) is het gebruik van optimale materialen en afstellingen om de prestaties van een motor te verhogen.
Een tuner voert dus niet per definitie een motor op. Onder tuning vallen onder andere het balanceren van onderdelen (krukas, drijfstangen) alsook het flowen van de cilinderkoppen. Opvoeren wordt tuning for speed genoemd. In sommige landen wordt onder tuning ook verstaan het aankleden van snelle motorfietsen (zie Customizing).